# Amittai ben Shephatiah

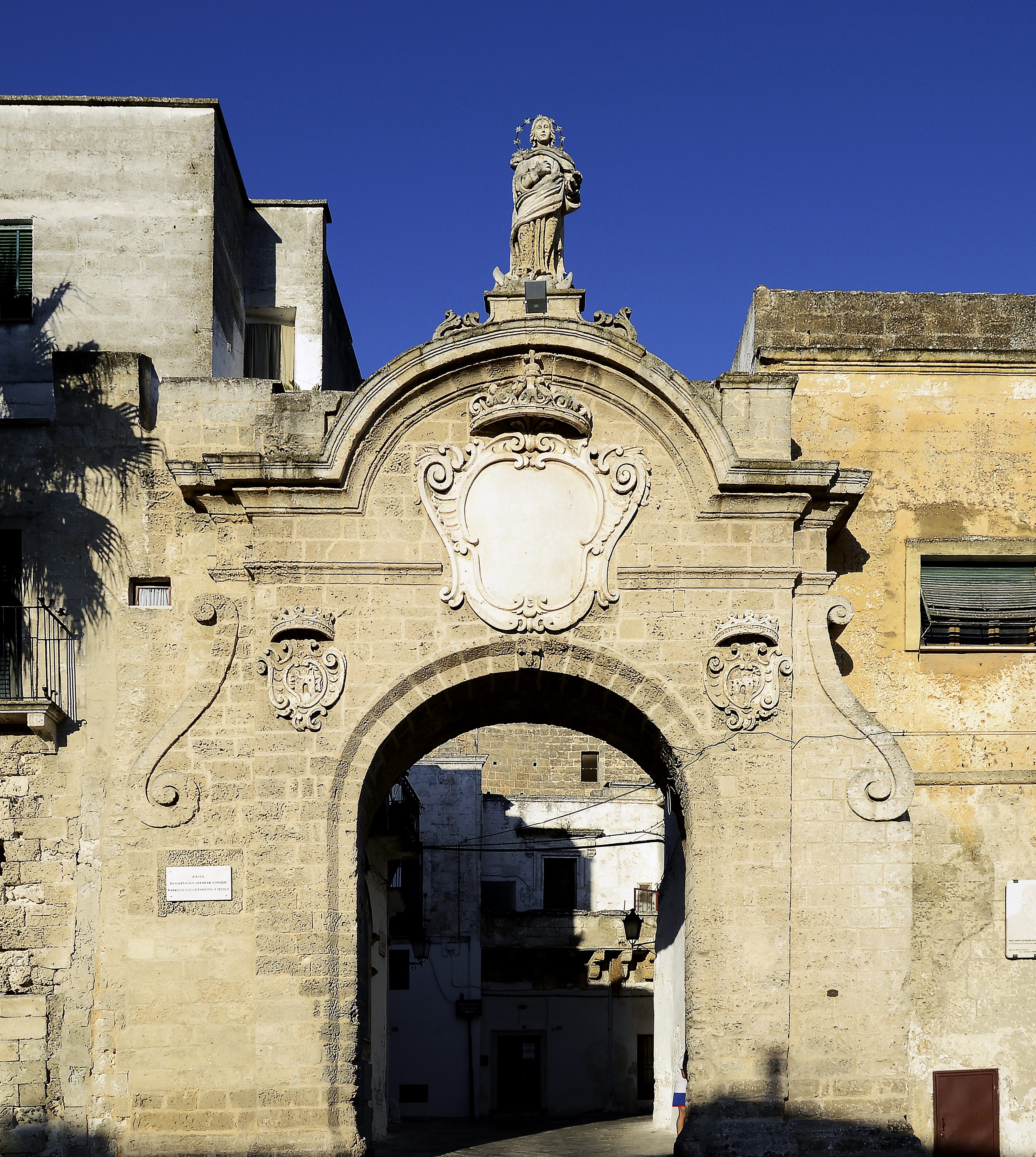
Joodse Poort in Oria, Italië

Amittai ben Shephatiah (Oria, eind 9e eeuw – aldaar, begin 10e eeuw) was een dichter in de grote Joodse gemeenschap in het Zuid-Italiaanse Oria. Deze gemeenschap woonde nabij de stadspoort genoemd Joodse Poort.
Zijn geboorte wordt gesitueerd eind 9e eeuw, de periode waarin zijn vader Shephatiah stierf. Hij schreef begin 10e eeuw zowat 24 religieuze gedichten. Deze behandelen religieuze plechtigheden, waaronder huwelijken, bijvoorbeeld ter gelegenheid van het huwelijk van zijn zus Kassia, of het zijn treurdichten bij begrafenissen. Hij dichtte ook over de verplichte bekering van Joodse kinderen tot het christendom.